# Suite for violin og piano opus 3
Suite for violin og piano is een compositie van Eyvind Alnæs. Het is een werk opgedragen aan de violist Gustav Lange. Lange was in Berlijn docent van Alnæs. Het werk was waarschijnlijk voor het eerst te horen op 22 februari 1896 in Bergen, alwaar Lange concerteerde.